# Peerage van Schotland
Deze lijst bevat de peerage van Schotland die werden aangesteld door de koningen en koninginnen van Schotland voor de Acts of Union van 1707.

## Hertogen
1. De Hertog van Rothesay 
  - William, prins van Wales

Heraldische representatie van een Britse Hertogenkroon.

2. De Hertog van Hamilton en Brandon 
  - Alexander Douglas-Hamilton, 16de Hertog van Hamilton
3. De Hertog van Buccleuch en De Hertog van Queensberry 
  - Richard Scott, 10de Hertog van Buccleuch
4. De Hertog van Argyll 
  - Torquhil Campbell, 13de Hertog van Argyll
5. De Hertog van Atholl 
  - Bruce Murray, 12de Hertog van Atholl
6. De Hertog van Montrose 
  - James Graham, 8ste Hertog van Montrose
7. De Hertog van Roxburghe 
  - Guy Innes-Ker, 10de Hertog van Roxburghe

## Markiezen
1. De Markies van Huntly  

Heraldische representatie van een Britse Markiezenkroon.

  - Granville Gordon, 13de Markies van Huntly
2. De Markies van Queensberry   
  - David Douglas, 12de Markies van Queensberry
3. De Markies van Tweeddale 
  - Charles Hay, 14de Markies van Tweeddale
4. De Markies van Lothian 
  - Michael Ancram, 13de Markies van of Lothian

## Graven

Heraldische voorstelling van een Britse Gravenkroon

1. De Graaf van  Crawford en Balcarres      
  - Robert Lindsay, 29ste Graaf van  Crawford en Balcarres
2. De Graaf van  Erroll     
  - Merlin Hay, 24ste Graaf van  Erroll
3. De Graaf van  Sutherland     
  - Elizabeth Sutherland, 24ste Graaf van  Sutherland
4. De Graaf van  Mar     
  - Margaret of Mar, 31ste Graaf van  Mar
5. De Graaf van  Rothes      
  - James Leslie, 22ste Graaf van  Rothes
6. De Graaf van  Morton      
  - John Douglas, 21ste Graaf van  Morton
7. De Graaf van  Buchan   
  - Malcolm Erskine, 17de Graaf van  Buchan
8. De Graaf van  Eglinton en  Winton       
  - Archibald Montgomerie, 18de Graaf van  Eglinton en  Winton
9. De Graaf van  Caithness     
  - Malcolm Sinclair, 20ste Graaf van  Caithness
10. De Graaf van  Mar en Kellie    
  - James Erskine, 14de Graaf van  Mar en Kellie
11. De Graaf van  Moray
  - John Stuart, 21ste Graaf van  Moray
12. De Graaf van  Home    
  - David Douglas-Home, 15de Graaf van  Home
13. De Graaf van  Perth     
  - John Drummond, 9de Graaf van  Perth
14. De Graaf van  Strathmore en Kinghorne     
  - Michael Bowes-Lyon, 18de Graaf van  Strathmore en Kinghorne
15. De Graaf van  Haddington     
  - John Baillie-Hamilton, 13de Graaf van  Haddington
16. De Graaf van  Galloway     
  - Randolph Stewart, 13de Graaf van  Galloway
17. De Graaf van  Lauderdale      
  - Ian Maitland, 18de Graaf van  Lauderdale
18. De Graaf van  Lindsay 
  - James Lindesay-Bethune, 16de Graaf van  Lindsay
19. De Graaf van  Loudoun 
  - Simon Abney-Hastings, 15de Graaf van  Loudoun
20. De Graaf van  Kinnoull     
  - Charles William Harley Hay, 16de Graaf van  Kinnoull
21. De Graaf van  Elgin en Kincardine     
  - Andrew Bruce, 11de Graaf van  Elgin en Kincardine
22. De Graaf van  Wemyss en March   
  - James Charteris, 13de Graaf van  Wemyss en March
23. De Graaf van  Dalhousie    
  - James Ramsay, 17de Graaf van  Dalhousie
24. De Graaf van  Airlie    
  - David Ogilvy, 13de Graaf van  Airlie
25. De Graaf van  Leven en Melville 
  - Alexander Ian Leslie-Melville, 15de Graaf van  Leven en Melville
26. De Graaf van  Dysart      
  - John Grant, 13de Graaf van  Dysart
27. De Graaf van Selkirk 
  - Moimenteel afgewezen door James Douglas-Hamilton, Baron Selkirk of Douglas
28. De Graaf van  Northesk      
  - Patrick Carnegy, 15de Graaf van  Northesk
29. De Graaf van  Dundee 
  - Alexander Scrymgeour, 12de Graaf van  Dundee
30. De Graaf van  Newburgh
  - Filippo, Prince Rospigliosi, 12de Graaf van  Newburgh
31. De Graaf van  Annandale en Hartfell 
  - Patrick Hope-Johnstone, 11de Graaf van  Annandale en Hartfell
32. De Graaf van  Dundonald       
  - Iain Cochrane, 15de Graaf van  Dundonald
33. De Graaf van  Kintore
  - James Keith, 14de Graaf van  Kintore
34. De Graaf van  Dunmore
  - Malcolm Murray, 12de Graaf van  Dunmore
35. De Graaf van  Orkney  
  - Oliver St John, 9de Graaf van  Orkney
36. De Graaf van  Seafield
  - Ian Ogilvie-Grant, 13de Graaf van  Seafield
37. De Graaf van  Stair
  - John Dalrymple, 14de Graaf van  Stair
38. De Graaf van  Rosebery
  - Neil Primrose, 7de Graaf van  Rosebery
39. De Graaf van  Glasgow      
  - Patrick Boyle, 10de Graaf van  Glasgow

## Burggraven
1. De Burggraaf van Falkland

Heraldische voorstelling van deen Britse Burggravenkroon

  - Lucius Cary, 15de Burggraaf van Falkland
2. De Burggraaf van Arbuthnott
  - Keith Arbuthnott, 17de Burggraaf van Arbuthnott
3. De Burggraaf van Oxfuird
  - Ian Makgill, 14de Burggraaf van Oxfuird

## Lords
1. Lord Forbes 
  - Malcolm Forbes, 23ste Lord Forbes
2. Lord Gray 
  - Andrew Campbell-Gray, 23ste Lord Gray
3. Lord Saltoun 
  - Flora Fraser, 21ste Lady Saltoun
4. Lord Sinclair 
  - Matdeew Murray Kennedy St Clair, 18de Lord Sinclair
5. Lord Bordewick 
  - John Bordewick, 24ste Lord Bordewick
6. Lord Lovat 
  - Simon Fraser, 16de Lord Lovat, 16de Lord Lovat, 5de Baron van  Lovat
7. Lord Sempill 
  - James William Stuart Whitemore Sempill, 21ste Lord Sempill
8. Lord Herries of Terregles 
  - Anne Cowdrey, 14de Lady Herries of Terregles
9. Lord Elphinstone 
  - Alexander Elphinstone, 19de Lord Elphinstone, 5de Baron van Elphinstone
10. Lord Torphichen 
  - James Sandilands, 15de Lord Torphichen
11. Lord Kinloss 
  - Teresa Freeman-Grenville, 13de Lady Kinloss
12. Lord Balfour of Burleigh 
  - Robert Bruce, 8ste Lord Balfour of Burleigh
13. Lord Napier en de baron van Ettrick 
  - Francis Napier, 15de Lord Napier, 6de Baron van Ettrick
14. Lord Fairfax of Cameron 
  - Nicholas Fairfax, 14de Lord Fairfax of Cameron
15. Lord Reay 
  - Hugh Mackay, 14de Lord Reay
16. Lord Elibank 
  - Alan Erskine-Murray, 14de Lord Elibank
17. Lord Belhaven and Stenton 
  - Robert Hamilton, 13de Lord Belhaven en Stenton
18. Lord Rollo 
  - David Rollo, 14de Lord Rollo
19. Lord Polwarde 
  - Andrew Hepburne-Scott, 11de Lord Polwarde